# Supermarine Seagull (1921)
El Supermarine Seagull fue un hidrocanoa producido por el constructor de aviones británico Supermarine. Fue desarrollado por el diseñador jefe de Supermarine, R.J. Mitchell, a partir del modelo experimental Supermarine Seal II.
El desarrollo del Seagull comenzó durante 1920. En junio de 1921 se evaluó para aplicaciones militares, pero fue rechazado, por lo que Supermarine desarrolló el avión con financiación privada. En febrero de 1922, el Ministerio del Aire realizó un pedido inicial de dos aviones; se cree que la producción posterior del Seagull ayudó a Supermarine a sobrevivir durante un período en el que la industria aeronáutica luchaba por atraer clientes.
El Seagull fue utilizado por el Fleet Air Arm británico en tareas de observación de artillería y reconocimiento. Fue operado por la Real Fuerza Aérea Australiana en propósitos similares. A principios de la década de 1930, cuando el modelo estaba siendo reemplazado por el más exitoso Supermarine Walrus, varios Seagull fueron reutilizados para fines civiles.

## Diseño y desarrollo

### Antecedentes

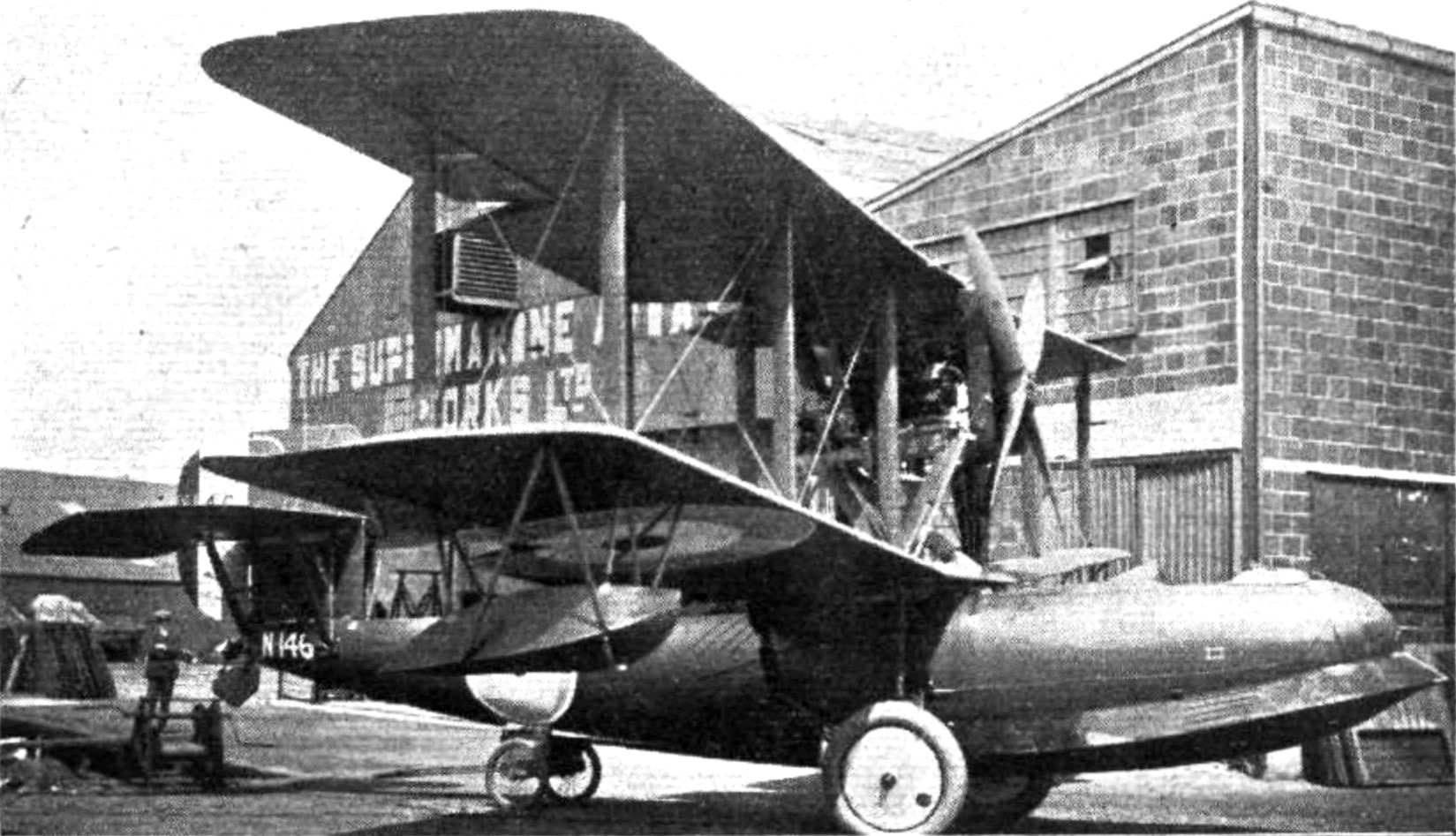
El Seagull I, matriculado como el Seal II N146.

Los orígenes del Seagull están estrechamente relacionados con el Supermarine Seal y con el Supermarine Commercial Amphibian. Los trabajos en el Seal, que comenzaron en 1920, buscaban basarse en el Commercial Amphibian. Se incorporaron una serie de modificaciones y mejoras, muchas de las cuales fueron extraídas de la revisión oficial del Commercial. El Commercial Amphibian fue posteriormente designado como Seal Mk.I, y el nuevo diseño, inicialmente conocido como Seal Mk.II, más tarde se convirtió en el Seagull.
El N158, el prototipo del Seagull, voló por primera vez en mayo de 1921. El 2 de junio de 1921, tras completar las pruebas del constructor, fue entregado a la Real Fuerza Aérea para realizar pruebas de servicio. Se prestó atención a la navegabilidad del avión y a sus características de manejo a baja velocidad, incluida su velocidad de aterrizaje relativamente baja. Las pruebas revelaron que el timón presentaba características de control de guiñada deficientes. Se probaron nuevos diseños hasta que se encontró que una extensión del empenaje resolvía los problemas, que se incorporó al prototipo. Impresionado por el rendimiento del avión, el Ministerio del Aire encargó dos aviones en febrero de 1922. El prototipo se mostró en la exhibición de la RAF de 1922 en el aeródromo de Hendon.

### En producción
El 4 de julio de 1922 se adoptó el nombre de Seagull para el modelo. El prototipo fue designado como Mk.I; los aviones de producción posteriores recibieron la designación Seagull Mk.II. Las dos versiones eran similares, aunque en el Mk II se utilizó un motor alternativo en forma de un único motor Napier Lion III más potente, una envergadura reducida y un empenaje más grande. La producción del Seagull (con matrículas entre la N9642 y la N9647) comenzó en 1922. En total, se construyeron 25 aviones para el Ministerio del Aire y la Marina Real; su producción se consideró crítica para la supervivencia de Supermarine en ese momento, y los primeros pedidos se construyeron intencionalmente en lotes pequeños para garantizar que la empresa recibiera suficientes negocios para seguir operativa.
En 1925, comenzó la construcción del Mk.III mejorado para la Real Fuerza Aérea Australiana (RAAF), tras un encargo realizado en enero de ese año. Este tipo incorporaba un motor Napier Lion V más potente y los radiadores fueron rediseñados para poder operar en regiones tropicales. La RAAF recibió seis Mk.III entre 1926 y 1927. En 1928, uno de los Seagull Mk.II (el llamado Mk.IV) fue reconstruido con ranuras de borde de ataque tipo Handley-Page y empenajes y timones gemelos.

### Diseño

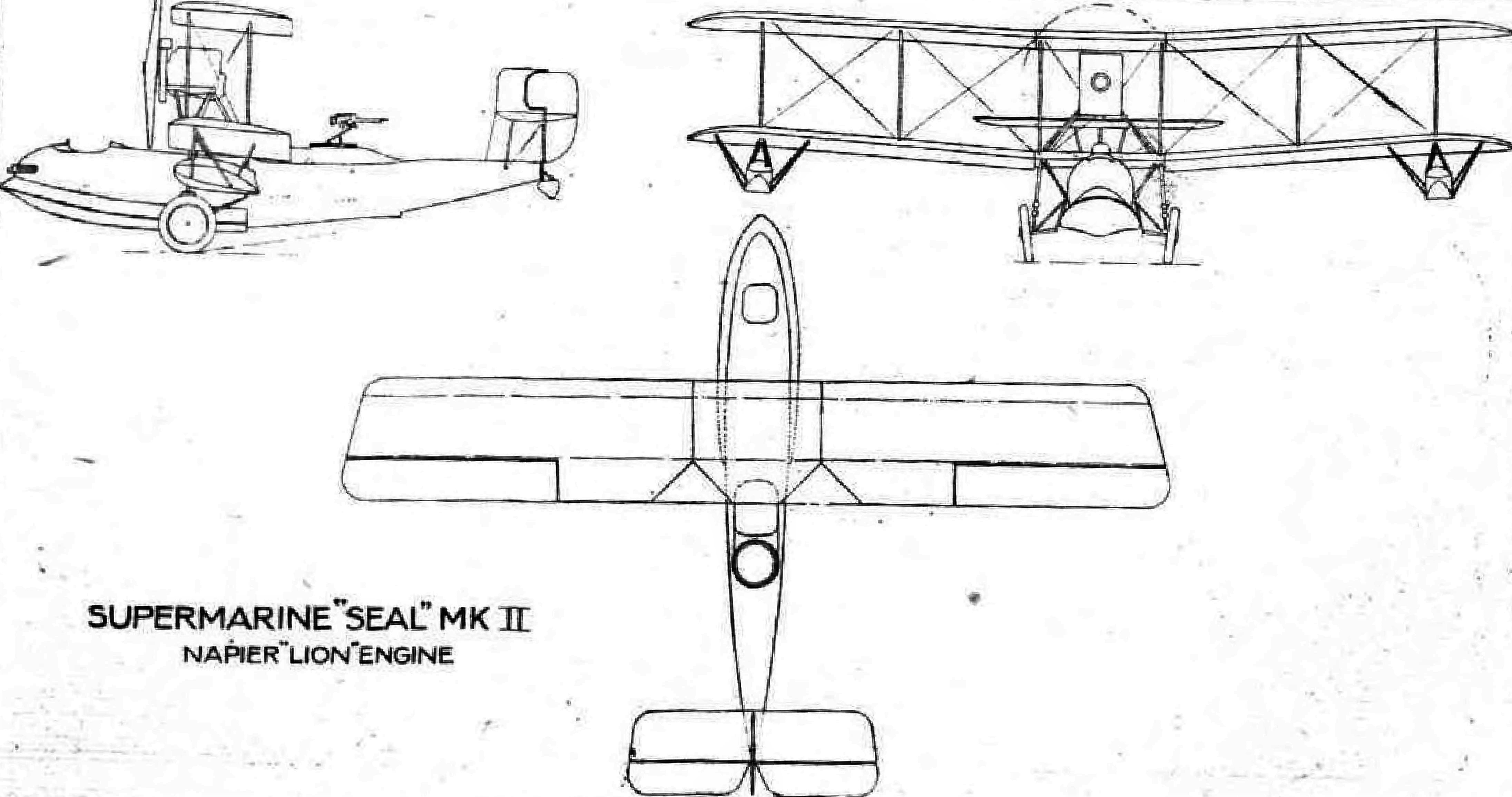
Los dibujos de disposición general del Supermarine Seal Mk.II, que más tarde fue rebautizado como Seagull.

El Supermarine Seagull era un hidrocanoa anfibio, propulsado por un solo motor Napier Lion. Este motor estaba montado en una góndola suspendida del ala superior del avión y movía una hélice de cuatro palas en configuración tractora. El Seagull utilizaba alimentación por gravedad para suministrar combustible al motor, y fue el primer hidrocanoa monomotor en utilizar este método.
El ala inferior estaba situada en la posición semialta y tenía dos vanos. Los flotadores estaban unidos al ala inferior cerca de las puntas alares mediante soportes; su posición maximizaba la flotabilidad. Para las operaciones terrestres, el Seagull estaba equipado con un tren de aterrizaje retráctil; los pilotos carecían de ayudas como indicadores o alarmas, por lo que dependían del entrenamiento y la memoria para desplegar el mismo cuando fuera necesario. Para facilitar su almacenamiento a bordo de los barcos, las alas fueron diseñadas para plegarse, lo que requirió montarlas en una posición relativamente adelantada en el fuselaje.
El fuselaje tenía una sección transversal ovalada y un fondo de planeo con dos redientes. El interior del fuselaje estaba dividido en varios compartimentos estancos. Los tres tripulantes (piloto, observador y operador de radio) tenían una cabina abierta cada uno. El piloto estaba sentado en una posición relativamente adelantada, a distancia de los otros miembros de la tripulación, estando directamente delante de los depósitos de combustible; la cabina estaba provista de una única ametralladora retráctil. El operador de radio estaba situado justo detrás del ala, mientras que la posición del artillero trasero estaba aún más atrás. La mayor parte del avión fue construida en madera. Los aviones Supermarine anteriores habían incorporado los depósitos de combustible en el casco; con su traslado al ala superior, la tripulación del Seagull obtuvo acceso completo al interior del avión.

## Historia operacional

### Mark II

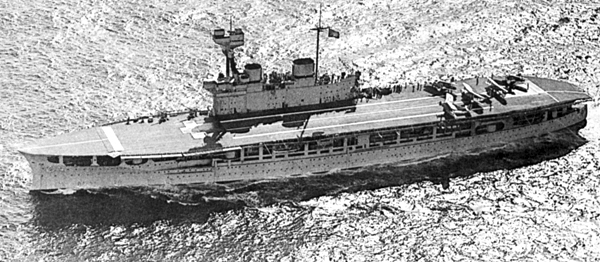
HMS Eagle.

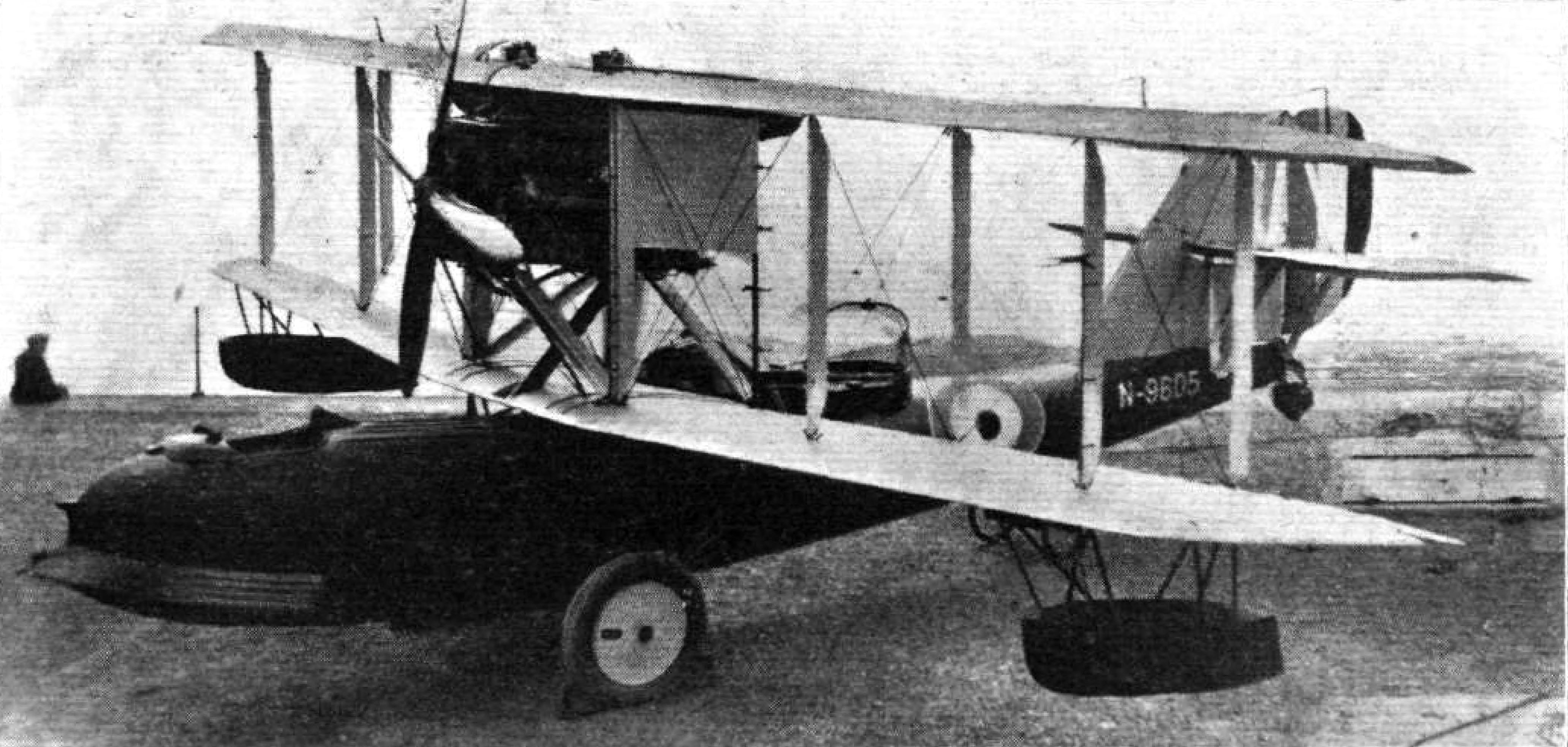
Un participante Seagull de la carrera de la Copa del Rey en 1924.

El papel asignado al Seagull II en el servicio británico era el de observador de la flota, siendo volado principalmente por el Destacamento N.º 440, que operaba desde el HMS Eagle. Durante su vida útil, se determinó que su uso más práctico era en misiones de reconocimiento costero. El avión era operado normalmente por una tripulación de tres personas, mientras que el único armamento instalado era una ametralladora Lewis de 7,7 mm. Durante su carrera, el modelo demostró ser impopular entre las tripulaciones, lo que creó un prejuicio contra aeronaves similares que continuó durante una década después de que el Seagull fuera reemplazado por el Fairey III. La longitud de pista necesaria para el despegue era excesiva, su maniobrabilidad en el agua era deficiente y era lento en comparación con aviones terrestres diseñados para un uso similar.
Tras un acuerdo alcanzado en 1922, se exportó un solo Seagull Mk.II al Japón Imperial, con la intención de demostrar y promover las capacidades de los aviones británicos y fomentar nuevas ventas.
Un par de Seagull fueron inscritos (con autorización del Ministerio del Aire) en la Carrera de la Copa del Rey de 1924. En 1925, el Seagull Mk.II fue el primer avión británico en realizar un lanzamiento por catapulta; el modelo se utilizó ampliamente para probar varios diseños de catapulta, aprovechando tanto cargas de cordita como de aire comprimido para impulsarlas, antes de su introducción generalizada.
Tres aviones exmilitares fueron inscritos para uso civil y dados de alta en el Registro Civil Británico.

### Mark III

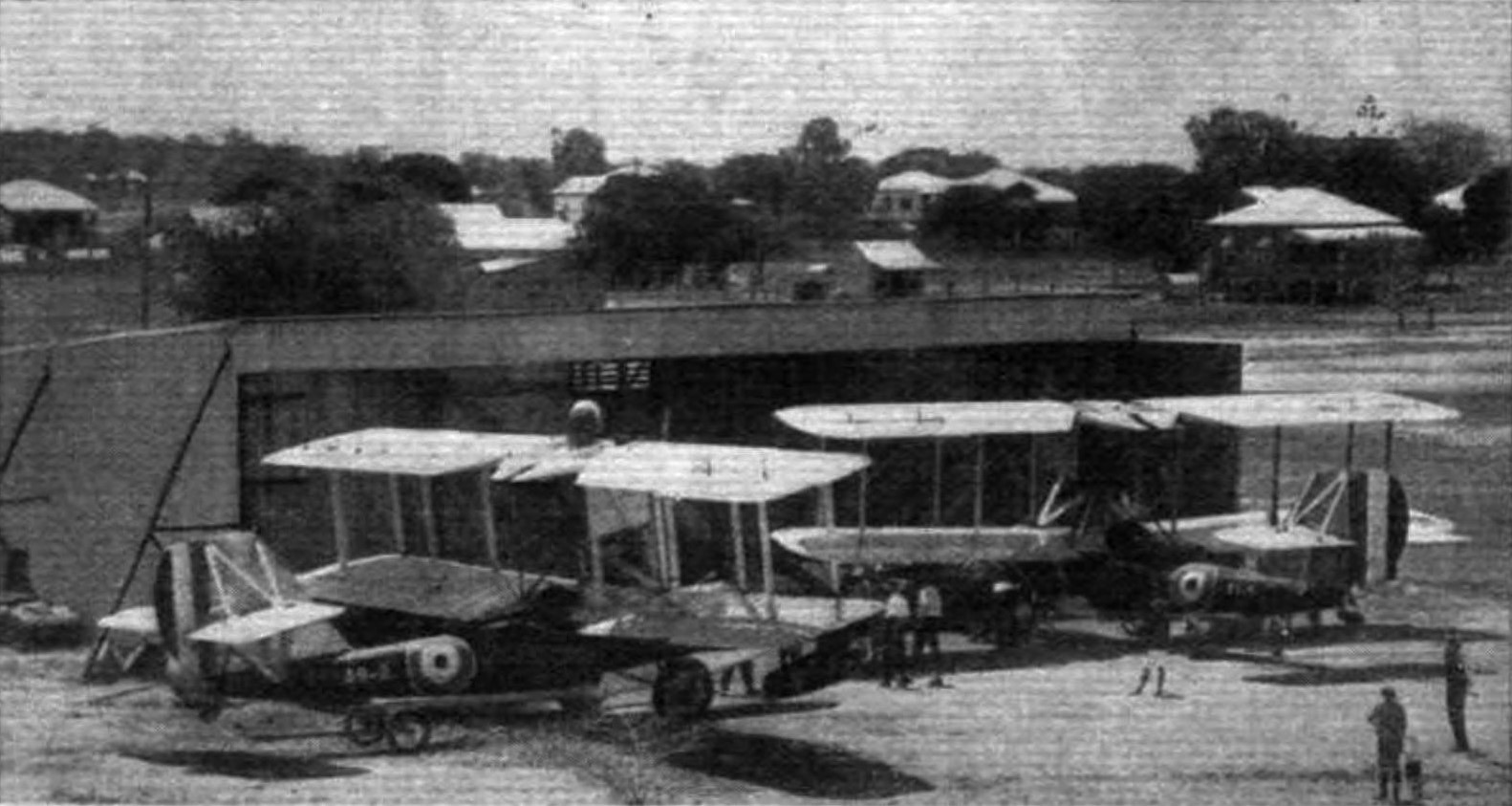
Supermarine Seagull en Bowen, Queensland, en 1928.

En 1925, el Almirantazgo del Reino Unido aconsejó a la Real Fuerza Aérea Australiana (RAAF) adquirir aviones Seagull para servir en el nuevo portaaviones que se estaba construyendo, lo que permitiría retirar sus viejos Fairey IIID. El primero de los seis Seagull para la Marina Real Australiana (RAN) llegó sin ensamblar en abril de 1926 a la Base Point Cook de la RAAF, cerca de Melbourne. Fueron operados por el Destacamento N.º 101 de la RAAF, que se formó en junio de 1926 y se trasladó a su base permanente en la Base Richmond de la RAAF en agosto de 1926. Trabajaron con el HMAS Moresby durante 1926 y 1927, ayudando en el estudio fotográfico de la Gran Barrera de Coral. Tener aeronaves basadas a bordo de los buques de la RAN evitó la necesidad de construir instalaciones terrestres, de modo que incluso antes de la entrega del modelo, la RAN había decidido utilizar hidroaviones para realizar vuelos de reconocimiento fotográfico, cubriendo áreas desde la Gran Barrera de Coral hasta el Golfo Pérsico. Después de enero de 1927, cuando se compraron tres Seagull más a Supermarine, las investigaciones se extendieron a Nueva Guinea.
Desde febrero de 1929 hasta abril de 1933, seis de los Seagull sirvieron a bordo del HMAS Albatross, el primer buque de guerra construido en Australia, donde sirvieron como aviones de observación, seguimiento y reconocimiento. Fueron transferidos al HMAS Canberra y al HMAS Australia cuando el Albatross quedó en reserva en 1932. Los Seagull III fueron retirados del servicio activo o desguazados en 1936; fueron reemplazados por el Supermarine Seagull V. Dos de los nueve aviones, el A9-6 y el A9-8, fueron trasladados a institutos tecnológicos.

## Operadores
Australia
- Real Fuerza Aérea Australiana: recibió 9 aviones.[11]

 Japón
- Servicio Aéreo de la Armada Imperial Japonesa: recibió un avión.

 Reino Unido
- Fleet Air Arm: recibió 26 aviones.

## Supervivientes

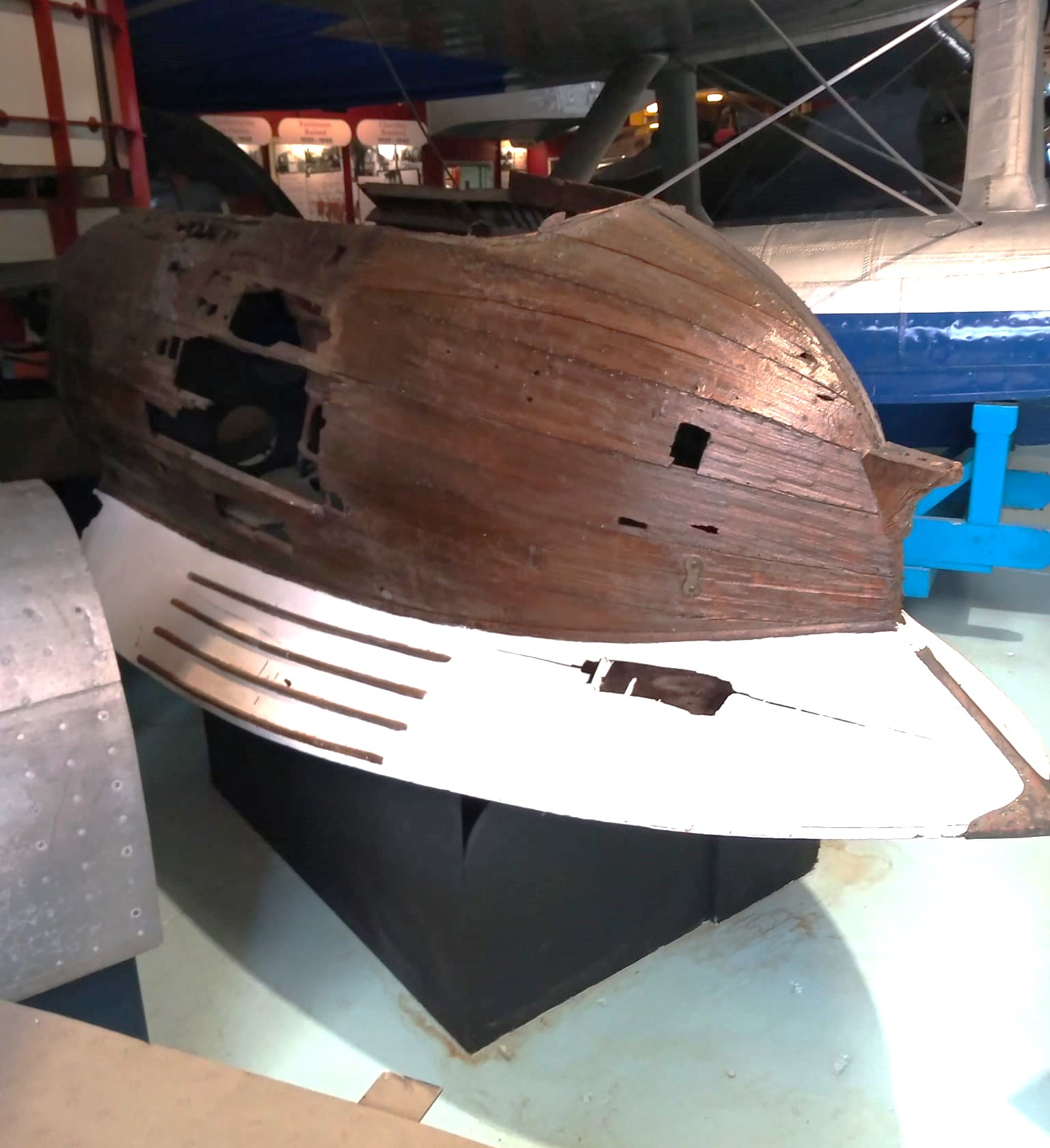
El cono de morro de un Seagull no identificado en exhibición en el Solent Sky, Southampton.

El Museo del Arma Aérea de la Flota posee el cono frontal de un Seagull desconocido. Estuvo en uso hasta 1974 como cobertizo de jardín y fue donado al museo a cambio de un nuevo cobertizo. Actualmente se encuentra en préstamo a largo plazo en el Solent Sky, un museo aéreo en Southampton.

## Especificaciones
Referencia datos: Supermarine Aircraft since 1914

### Características generales
- Tripulación: Tres (un piloto, operador de radio y observador)
- Longitud: 11,5 m (37,8 ft)
- Envergadura: 14 m (46 ft)
- Altura: 4,3 m (14 ft)
- Superficie alar: 55,1 m² (593,1 ft²)
- Peso vacío: 1733 kg (3819,5 lb)
- Peso cargado: 2581 kg (5688,5 lb)
- Planta motriz: 1× motor lineal V12 refrigerado por agua Napier Lion IIB.
  - Potencia: 367 kW (506 HP; 499 CV)
- Hélices: 1× de cuatro palas de madera de paso fijo por motor.

### Rendimiento
- Velocidad máxima operativa (Vno): 158 km/h (98 MPH; 85 kt) a 914 m (3000 pies); 148 km/h a 1981 m (6500 pies)
- Alcance: 4 h, 30 min
- Techo de vuelo: 2790 m (9154 ft)
- Tiempo a altitud: 7 min 43 s para 914 m (3000 pies)

### Armamento
- Ametralladoras: 

  - 1x Lewis de 7,7 mm

## Aeronaves relacionadas

### Desarrollos relacionados
- Supermarine Sheldrake
- Supermarine Walrus

### Aeronaves similares
- Vickers Venellus

### Secuencias de designación
- Secuencia Numérica (interna de Supermarine): ← 188 - 189 - 190 - 221 - 223 - 224 - 226 - 228 - 229 - 230 - 231 - 232 - 233 - 234 - 235 - 236 - 237 - 238 -- 300 - 301 - 302 - 303 - 304 - 305 - 306 →
- Secuencia A_ (Primera Serie de la RAAF, 1921-1934): ← A6 - A7 - A8 - A9 - A10 - A11 - A12